# Младен Крекић
Младен Крекић (Добој, ФНРЈ, 19. септембар 1962) српски је политичар и политиколог. Садашњи је функционер Савеза независних социјалдемократа (СНСД). Бивши је начелник општине Модрича.

## Биографија
Младен (Небојша) Крекић је рођен 19. септембра 1962. године у Добоју, ФНРЈ. Завршио је Факултет политичких наука у Сарајеву. У модричкој привреди је био запослен од 1986. Обављао је функције директора ДД „Аутопромет“ и ДД „Ремонттранс“ Модрича. Бивши је начелник Станице јавне безбједности и командир Полицијске станице у Модричи. Био је помоћник генералног директора Рафинерије уља Модрича.
Младен Крекић је биран за начелника општине Модрича у четири мандата (2004, 2008, 2012. и 2016) испред Савеза независних социјалдемократа (СНСД).
Ожењен је и има три кћерке.